# Elasticsearch

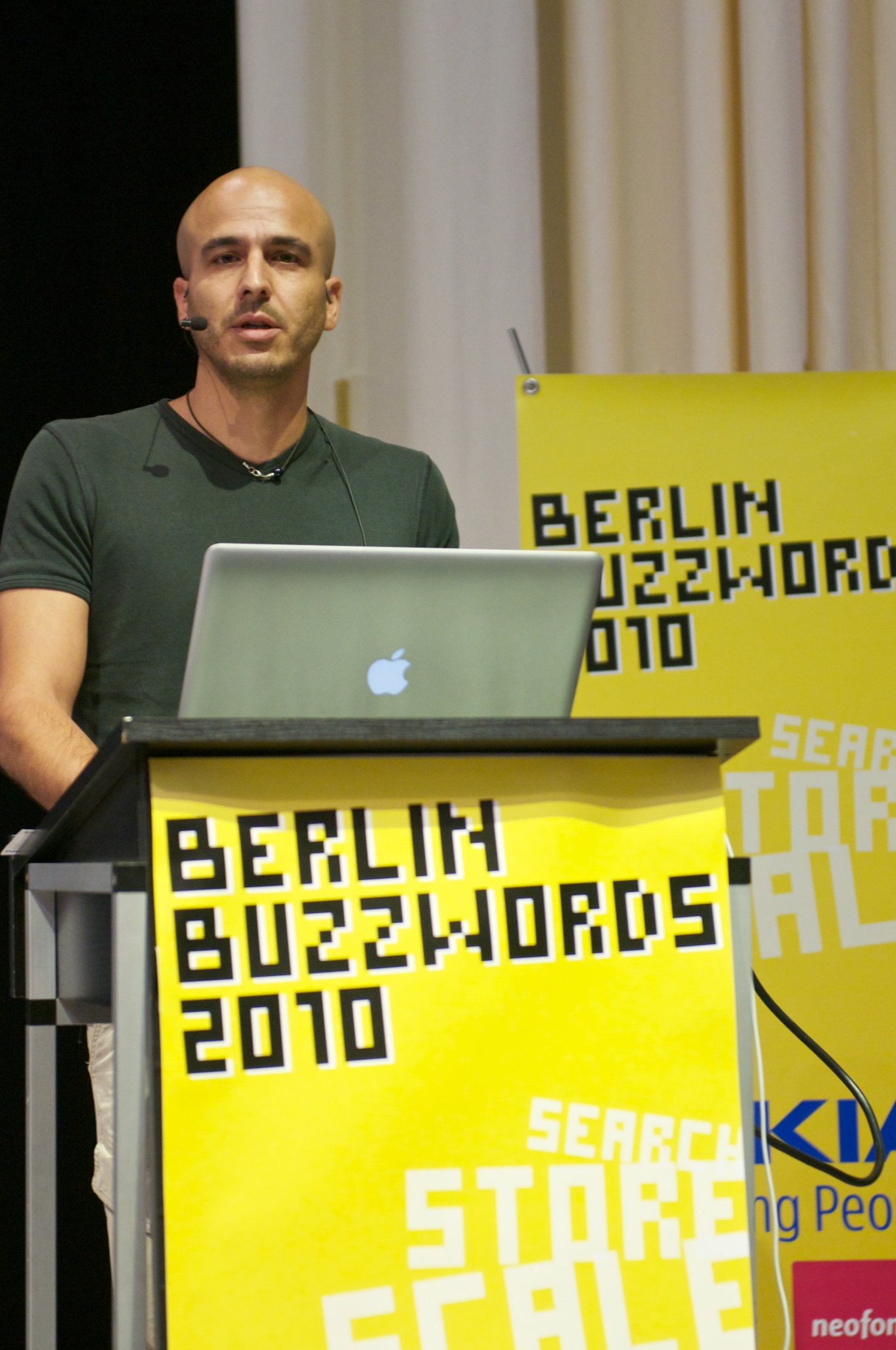
沙伊·芭农（Shay Banon）在Berlin Buzzwords 2010上介紹Elasticsearch

Elasticsearch是一个基于Lucene库的搜索引擎。它提供了一个分布式、支持多租户的全文搜索引擎，具有HTTP Web接口和无模式JSON文档。Elasticsearch是用Java开发的，并作为看源软件发布。官方客户端在Java、.NET（C#）、PHP、Python、Apache Groovy、Ruby和许多其他语言中都是可用的。根据DB-Engines的排名显示，Elasticsearch是最受欢迎的企业搜索引擎，其次是Apache Solr，也是基于Lucene。

## 历史
Shay Banon在2004年创造了Elasticsearch的前身，称为Compass。在考虑Compass的第三个版本时，他意识到有必要重写Compass的大部分内容，以“创建一个可扩展的搜索解决方案”。因此，他创建了“一个从头构建的分布式解决方案”，并使用了一个公共接口，即HTTP上的JSON，它也适用于Java以外的编程语言。Shay Banon在2010年2月发布了Elasticsearch的第一个版本。
Elasticsearch BV成立于2012年，主要围绕Elasticsearch及相关软件提供商业服务和产品。2014年6月，在成立公司18个月后，该公司宣布通过C轮融资筹集7000万美元。这轮融资由新企业协会(NEA)牵头。其他投资者包括Benchmark Capital和Index Ventures。这一轮融资总计1.04亿美元。
2015年3月，Elasticsearch公司更名为Elastic。
Elastic Cloud是从2015年被Elastic收购的Found发展而来的，Elastic Cloud是由Elasticsearch驱动的SaaS产品系列，包括Elasticsearch服务，以及Elastic App搜索服务和Elastic网站搜索服务，这些服务都是由Elastic收购Swiftype发展而来的。2017年底，Elastic与谷歌建立了合作关系，在GCP中提供Elastic Cloud，而阿里巴巴则在阿里云中提供Elasticsearch和Kibana。2019年5月，Elastic宣布与腾讯云建立全球合作伙伴关系。
在2018年6月，Elastic提交了首次公开募股申请，估值在15亿到30亿美元之间。公司于2018年10月5日在纽约证券交易所挂牌上市。
2019年年底，Elasticsearch出現大量數據洩露事件，有27亿个电子邮件地址，10亿个电子邮件帐户密码以及近80万份出生证明遭到洩露。

## 特性
Elasticsearch是与名为Logstash的数据收集和日志解析引擎以及名为Kibana的分析和可视化平台一起开发。这三个产品被设计成一个集成解决方案，称为“Elastic Stack”（以前称为“ELK stack”）。
Elasticsearch可以用于搜索各种文档。它提供可扩展的搜索，具有接近实时的搜索，并支持多租户。”Elasticsearch是分布式的，这意味着索引可以被分成分片，每个分片可以有0个或多个副本。每个节点托管一个或多个分片，并充当协调器将操作委托给正确的分片。再平衡和路由是自动完成的。“相关数据通常存储在同一个索引中，该索引由一个或多个主分片和零个或多个复制分片组成。一旦创建了索引，就不能更改主分片的数量。
Elasticsearch使用Lucene，并试图通过JSON和Java API提供其所有特性。它支持facetting和percolating，如果新文档与注册查询匹配，这对于通知非常有用。
另一个特性称为“网关”，处理索引的长期持久性；例如，在服务器崩溃的情况下，可以从网关恢复索引。Elasticsearch支持实时GET请求，适合作为NoSQL数据存储，但缺少分布式事务。

## 托管服务
一些组织将Elasticsearch作为托管服务提供。这些托管服务提供托管、部署、备份和其他支持。大多数托管服务还包括对Kibana的支持。

## 参阅
- Datadog
- 信息检索库列表
- 信息提取